# Gelasma urapteraria
Gelasma urapteraria är en fjärilsart som beskrevs av Walker 1866. Gelasma urapteraria ingår i släktet Gelasma och familjen mätare. Inga underarter finns listade i Catalogue of Life.